# Ponci Diaca
Ponci Diaca (Pontius) fou un diaca de l'església africana.
Fou amic i company de Ciprià, que va escriure una narració sobre la vida i el martiris d'aquest bisbe, sota el títol De Vita et Passione S. Cypriani, que no és l'obra original sinó una adaptació posterior millorada quant a l'estil retòric per diverses mans.